# Canottaggio ai Giochi della XVII Olimpiade
Le competizioni del canottaggio dei Giochi della XVII Olimpiade si sono svolte nei giorni dal 30 agosto al 3 settembre 1960 al bacino del Lago Albano a Castel Gandolfo.
Come a Melbourne 1956 si sono disputati sette eventi tutti maschili.

## Programma
| Canottaggio ai Giochi della XVII Olimpiade | Canottaggio ai Giochi della XVII Olimpiade | Canottaggio ai Giochi della XVII Olimpiade | Canottaggio ai Giochi della XVII Olimpiade | Canottaggio ai Giochi della XVII Olimpiade | Canottaggio ai Giochi della XVII Olimpiade | Canottaggio ai Giochi della XVII Olimpiade | Canottaggio ai Giochi della XVII Olimpiade | Canottaggio ai Giochi della XVII Olimpiade | Canottaggio ai Giochi della XVII Olimpiade | Canottaggio ai Giochi della XVII Olimpiade | Canottaggio ai Giochi della XVII Olimpiade | Canottaggio ai Giochi della XVII Olimpiade | Canottaggio ai Giochi della XVII Olimpiade | Canottaggio ai Giochi della XVII Olimpiade | Canottaggio ai Giochi della XVII Olimpiade | Canottaggio ai Giochi della XVII Olimpiade | Canottaggio ai Giochi della XVII Olimpiade | Canottaggio ai Giochi della XVII Olimpiade |                       |
| Eventi / Giorni                            | Agosto/Settembre 1960                      | Agosto/Settembre 1960                      | Agosto/Settembre 1960                      | Agosto/Settembre 1960                      | Agosto/Settembre 1960                      | Agosto/Settembre 1960                      | Agosto/Settembre 1960                      | Agosto/Settembre 1960                      | Agosto/Settembre 1960                      | Agosto/Settembre 1960                      | Agosto/Settembre 1960                      | Agosto/Settembre 1960                      | Agosto/Settembre 1960                      | Agosto/Settembre 1960                      | Agosto/Settembre 1960                      | Agosto/Settembre 1960                      | Agosto/Settembre 1960                      | Agosto/Settembre 1960                      | Agosto/Settembre 1960 |
| Eventi / Giorni                            | 25                                         | 26                                         | 27                                         | 28                                         | 29                                         | 30                                         | 31                                         | 1                                          | 2                                          | 3                                          | 4                                          | 5                                          | 6                                          | 7                                          | 8                                          | 9                                          | 10                                         | 11                                         |                       |
| ------------------------------------------ | ------------------------------------------ | ------------------------------------------ | ------------------------------------------ | ------------------------------------------ | ------------------------------------------ | ------------------------------------------ | ------------------------------------------ | ------------------------------------------ | ------------------------------------------ | ------------------------------------------ | ------------------------------------------ | ------------------------------------------ | ------------------------------------------ | ------------------------------------------ | ------------------------------------------ | ------------------------------------------ | ------------------------------------------ | ------------------------------------------ | --------------------- |
| Singolo                                    |                                            |                                            |                                            |                                            |                                            | Batterie                                   |                                            | Recuperi                                   |                                            | Finale                                     |                                            |                                            |                                            |                                            |                                            |                                            |                                            |                                            |                       |
| Due di coppia                              |                                            |                                            |                                            |                                            |                                            |                                            | Batterie                                   | Recuperi                                   |                                            | Finale                                     |                                            |                                            |                                            |                                            |                                            |                                            |                                            |                                            |                       |
| Due senza                                  |                                            |                                            |                                            |                                            |                                            | Batterie                                   |                                            | Recuperi                                   | Semifinali                                 | Finale                                     |                                            |                                            |                                            |                                            |                                            |                                            |                                            |                                            |                       |
| Due con                                    |                                            |                                            |                                            |                                            |                                            |                                            | Batterie                                   | Recuperi                                   |                                            | Finale                                     |                                            |                                            |                                            |                                            |                                            |                                            |                                            |                                            |                       |
| Quattro senza                              |                                            |                                            |                                            |                                            |                                            |                                            | Batterie                                   | Recuperi                                   |                                            | Finale                                     |                                            |                                            |                                            |                                            |                                            |                                            |                                            |                                            |                       |
| Quattro con                                |                                            |                                            |                                            |                                            |                                            | Batterie                                   | Recuperi                                   |                                            | Semifinali                                 | Finale                                     |                                            |                                            |                                            |                                            |                                            |                                            |                                            |                                            |                       |
| Otto                                       |                                            |                                            |                                            |                                            |                                            |                                            | Batterie                                   |                                            | Semifinali                                 | Finale                                     |                                            |                                            |                                            |                                            |                                            |                                            |                                            |                                            |                       |

## Podi
| Evento                   | Oro | Perform. | Argento | Perform. | Bronzo | Perform. |
| Singolo (dettagli)       | Vjačeslav Ivanov | 7'13"96  | Achim Hill | 7'20"21  | Teodor Kocerka | 7'21"26  |
| Due di coppia (dettagli) | Cecoslovacchia Václav Kozák Pavel Schmidt | 6'47"50  | Unione Sovietica Aleksandr Berkutov Jurij Tjukalov                                                                                       | 6'50"49  | Svizzera Ernst Hürlimann Rolf Larcher | 6'50"59  |
| Due senza (dettagli)     | Unione Sovietica Valentin Borejko Oleg Golovanov                                                                                                 | 7'02"01  | Austria Alfred Sageder Josef Kloimstein                                                                                                  | 7'03"69  | Finlandia Veli Lehtelä Toimi Pitkänen | 7'03"80  |
| Due con (dettagli)       | Germania Bernhard Knubel Heinz Renneberg Tim. Klaus Zerta                                                                                        | 7'29"14  | Unione Sovietica Antanas Bagdonavičius Zigmas Jukna Tim. Igor Rudakov                                                                    | 7'30"17  | Stati Uniti Richard Draeger Conn Findlay Tim. Kent Mitchell                                                                                      | 7'34"58  |
| Quattro senza (dettagli) | Stati Uniti Arthur Ayrault Theodore Nash John Sayre Richard Wailes                                                                               | 6'26"26  | Italia Tullio Baraglia Renato Bosatta Giancarlo Crosta Giuseppe Galante                                                                  | 6'28"78  | Unione Sovietica Igor Akhremchik Jurj Bachurov Valentin Morkovkin Anatolj Tarabrin                                                               | 6'29"62  |
| Quattro con (dettagli)   | Germania Gerd Cintl Horst Effertz Klaus Riekemann Jürgen Litz Tim. Michael Obst                                                                  | 6'39"12  | Francia Robert Dumontois Claude Martin Jacques Morel Guy Nosbaum Tim. Jean Klein                                                         | 6'41"62  | Italia Fulvio Balatti Romano Sgheiz Franco Trincavelli Giovanni Zucchi Tim. Ivo Stefanoni                                                        | 6'43"72  |
| Otto (dettagli)          | Germania Manfred Rulffs Walter Schröder Frank Schepke Kraft Schepke Moritz von Groddeck Karl-Heinz Hopp Klaus Bittner Hans Lenk Tim. Willi Padge | 5'57"18  | Canada Donald Arnold Walter D'Hondt Nelson Kuhn John Lecky David Anderson Archibald MacKinnon Bill McKerlich Glen Mervyn Tim. Sohen Biln | 6'01"52  | Cecoslovacchia Bohumil Janoušek Jan Jindra Jiří Lundák Stanislav Lusk Václav Pavkovič Luděk Pojezný Jan Švéda Josef Věntus Tim. Miroslav Koníček | 6'04"84  |

## Medagliere
| Posizione | Paese            |   |   |   | Totale |
| --------- | ---------------- | - | - | - | ------ |
| 1         | Germania         | 3 | 1 | 0 | 4      |
| 2         | Unione Sovietica | 2 | 2 | 1 | 5      |
| 3         | Cecoslovacchia   | 1 | 0 | 1 | 2      |
| 3         | Stati Uniti      | 1 | 0 | 1 | 2      |
| 5         | Italia           | 0 | 1 | 1 | 2      |
| 6         | Austria          | 0 | 1 | 0 | 1      |
| 6         | Canada           | 0 | 1 | 0 | 1      |
| 6         | Francia          | 0 | 1 | 0 | 1      |
| 9         | Finlandia        | 0 | 0 | 1 | 1      |
| 9         | Polonia          | 0 | 0 | 1 | 1      |
| 9         | Svizzera         | 0 | 0 | 1 | 1      |
| Totale    | Totale           | 7 | 7 | 7 | 21     |